# Достицький сільський округ (Мактааральський район)
Дости́цький сільський округ (каз. Достық ауылдық округі, рос. Достыкский сельский округ) — адміністративна одиниця у складі Мактааральського району Туркестанської області Казахстану. Адміністративний центр — село Бескетік.
Населення — 14903 особи (2021; 13325 у 2009, 11265 у 1999, 9406 у 1989).
Станом на 1989 рік існувала Інтернаціональна сільська рада (села 3 Інтернаціонал, Водне, Гвардійське, Інтернаціональне) та Центральна сільська рада (села Ждановське, Красний Луч, Совєтабад) у складі Джетисайського району. 1993 року ці сільради були реорганізовані в Абайський сільський округ та Достицький сільський округ. 1997 року ці два округи були обєднані в один — Абайський, до їхнього складу також увійшли села Водне та Інтернаціонал Інтернаціонального сільського округу. Тоді ж село Мирзашол (колшинє Гвардійське) увійшло до складу Жанааульського сільського округу Жетисайського району. 2011 року Абайський сільський округ отримав сучасну назву. 2023 року до складу Жанааульського сільського округу Жетисайського району включено 0,96 км² Достицького сільського округу Мактааральського району, назад до складу Достицького сільського округу Мактааральського району передано 1,88 км² Жанааульського сільського округу Жетисайського району.

## Склад
До складу округу входять такі населені пункти:
| Населений пункт            | Колишні назви          | Населення, осіб (1989) | Населення, осіб (1999) | Населення, осіб (2009) | Населення, осіб (2021) |
| -------------------------- | ---------------------- | ---------------------- | ---------------------- | ---------------------- | ---------------------- |
| Бескетік, село             | 3 Інтернаціонал        | 2765                   | 3060                   | 3566                   | 3887                   |
| Коксу, село                | Водне                  | 104                    | 277                    | 296                    | 270                    |
| Гулістан, село             | Совєтабад              | 1648                   | 1987                   | 2514                   | 3020                   |
| Достик, село               | Ждановське             | 1997                   | 2298                   | 2594                   | 3163                   |
| Жолбариса Калшораєва, село | Інтернаціональне       | 1738                   | 2313                   | 2615                   | 2466                   |
| Хайдар, село               | Красний Луч, Бостандик | 1154                   | 1330                   | 1740                   | 2097                   |